# 9225 Daiki
9225 Daiki (tên chỉ định: 1996 AU) là một tiểu hành tinh vành đai chính. Nó được phát hiện bởi Takao Kobayashi ở Ōizumi Observatory ở Ōizumi, Gunma Prefecture, Nhật Bản, ngày 10 tháng 1 năm 1996. Nó được đặt theo tên Daiki Matsubayashi, nhà thiên văn học nghiệp dư Nhật Bản.